# Паметник на Чардафон
Паметник на Чардафон е паметник до Боровския мост в град Габрово. Изобразява българския опълченец Продан Тишков – Чардафон. От политически съображения първоначалният му вид е бил на руски богатир.

## История
По инициатива на бившия кмет на Габрово архитект Карл Кандулков през 1975 г. започва строеж на монументален паметник на героя от Съединението на България през 1885 г. Продан Тишков – Чардафон. Автор е скулпторът Илия Илиев. Проектът за паметника е одобрен от художествен съвет през юни 1976 г. Фигурата е отлята от бронз в леярната в София. По проект на архитект Кандулков в Габрово е направен и постаментът.
За паметника на съгражданина си габровци са похарчили над 100 хиляди лв., но преди да се изпълни окончателния монтаж избухва скандал. По време на тоталитарния строй се оказва, че на кон могат да бъдат представяни само царски особи. По решение на ЦК на БКП е сменена главата (още в леарната) на Чардафон с глава на руски воин, а паметникът официално е посветен на руснаците. С идването на демокрацията скулптурата си възвръща предишната глава и първоначалната идентичност.